# Theodore Newman Kaufman

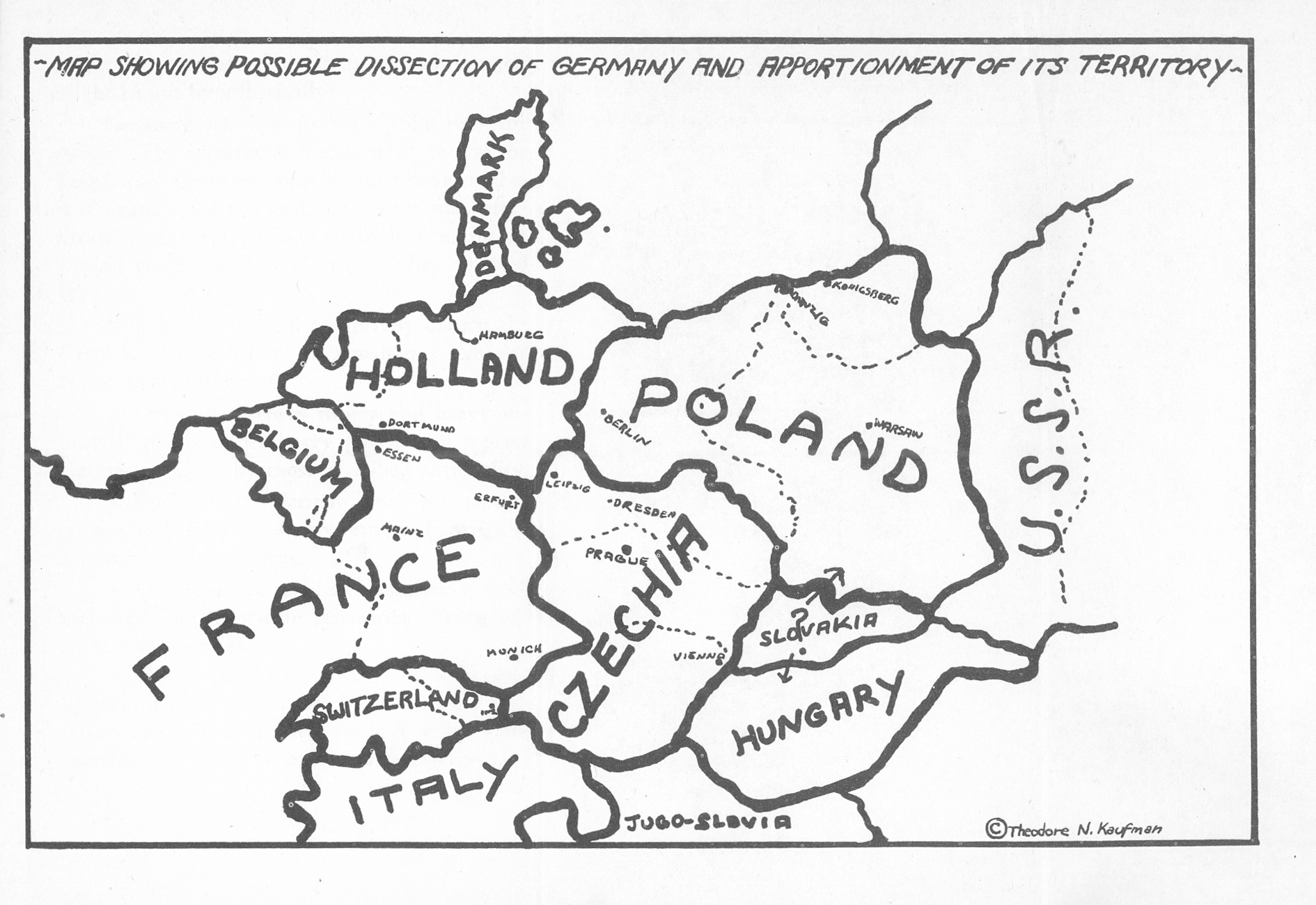
Kartskiss som visar den av Kaufman föreslagna styckningen av Tyskland.

Theodore Newman Kaufman, född 22 februari 1910 i New York, död 1 april 1986 i East Orange, var en amerikansk judisk affärsman och skribent. År 1941 publicerade han boken Germany Must Perish!, som förordar folkmord på tyskarna genom sterilisering. Därtill förespråkade han att Tyskland helt och hållet skulle delas upp mellan bland andra Frankrike och Polen. Kaufmans skrift användes i den nazistiska propagandan som bevis för en judisk världskonspiration mot Tyskland.